# 草棉黄素
草棉黄素（也称为8-羟基山柰酚，8-Hydroxykaempferol，化学名：3,5,7,8,4'-五羟基黄酮，3,5,7,8,4'-Pentahydroxyflavone）是一种黄酮醇类化合物，分子式C15H10O7，存在于许多长生草属（学名：Sempervivum）植物中。